# Mitar Mrkela
Dimitrije Mrkela (Belgrado, 29 de novembro de 1937) é um ex-futebolista profissional sérvio, que atuou pela ex-Iugoslávia, medalhista olímpico.